# Hontheim
Hontheim là một đô thị ở huyện Bernkastel-Wittlich, trong bang Rheinland-Pfalz, Đô thị Hontheim có diện tích 24,77 km², dân số thời điểm ngày 31 tháng 12 năm 2006 là 839 người.